# Atommassenhet
Atommassenhet (u, unified atomic mass unit) är den måttenhet som används för att ange atomers och elementarpartiklars massa. Inom kemi och biokemi används också den alternativa benämningen Dalton (Da) (ofta i formen kilodalton – kDa) för att ange massan hos proteiner och andra stora molekyler. Enheten är uppkallad efter den brittiske kemisten John Dalton.
1 u = 1 Da = 1/12 av massan av en atom av kol-isotopen 12C =  1,660 539 068 92(52)·10−27 kg, och motsvarar ungefär massan hos en proton eller neutron.
Rent formellt är u (liksom Da) inte en SI-enhet, men båda är dock officiellt erkända enheter som används i vetenskapliga sammanhang när kilogram är storleksmässigt otympligt.
Atommassenheten var tidigare kopplad till Avogadros tal (NA) och SI-enheten mol så att en mol av en substans med atom- eller molekyl-massan 1 u vägde exakt 1 gram (hade molmassan 1 gram). Sambandet benämns den molära masskonstanten, Mu. Ur detta härleddes värdet på Avogadros tal så att 1 g av sådan materia innehåller NA partiklar. 
1 gram/mol (Mu) = NA·u.
Det numeriska värdet för NA var alltså beroende av det experimentellt fastställda värdet på u.
I samband med den omdefiniering av flera enheter, framförallt kilogram, ampere och kelvin, som 2019 gjordes av Internationella byrån för mått och vikt (Bureau International des Poids et Mesures, BIPM), valde man också att fastlägga ett exakt värde på Avogadros konstant, {\displaystyle N_{A}=6{,}022\,140\,76\times 10^{23}\ {\mbox{mol}}^{-1}}, och definiera mol utifrån detta fastlagda värde.
Eftersom mol nu definieras enbart utifrån Avogadros tal, medan u behåller sin tidigare definition bunden till 12C kommer sambandet 1 gram/mol = NA·u. inte längre att gälla exakt. Avvikelsen från 1 gram/mol blir dock så liten att den i de flesta tillämpningar saknar betydelse. Gällande värde (2022) för Mu är 1,000 000 001 05(31) x 10-3 kg mol-1. (här uttryckt i SI-enheten kg/mol istället för gram/mol).   